# Antoni Albertí Vanrell
Antoni Albertí Vanrell «des Casino» (Banyalbufar, 1892 - ?) va ser un metge i polític balear.
Fill de Francesc Albertí Coll i Joana Anna Vanrell Gomila. Estudia medicina a la Universitat de Barcelona. Exercí de metge en el Terreno de Palma. Durant l'epidèmia de grip de 1918 va atendre i visitar els malalts de Banyalbufar. Es va casar amb Isabel Mulet Gomila. Va ser president de la «Societat Instructiva Bellver». Impulsor de l'Institut de Cardiologia. Regidor d'Esquerra Republicana Balear a l'Ajuntament de Palma. Va ser un dels signants de la «Resposta als catalans».
Va ser detingut el 19 de juliol de 1936 i va estar tancat a la presó dels Caputxins i a Can Mir. Després va ser conduït a un camp de concentració a es Capdellà. Alliberat per canvi el 14 d'agost de 1938. Un cop acabada la guerra va ser empresonat a Toledo. El Tribunal de Responsabilitats Polítiques el condemnà a sis anys d'inhabilitació i a una sanció de 15.000 pessetes. Retornà a Palma cap a l'any 1941 o 1942.